# Dilar yunnanus
Dilar yunnanus là một loài côn trùng trong họ Dilaridae thuộc bộ Neuroptera. Loài này được C.-k. Yang miêu tả năm 1986.